# جمهورية إبيروس الشمالية
جمهورية إبيروس الشمالية المستقلة ذاتيا (باليونانية:Αυτόνομος Δημοκρατία της Βορείου Ηπείρου) كانت كياناً جمهورياً تمتع باستقلاله الذاتي لأجل قصير تم تأسيسه في عام 1914 م حيث كان كيانا يتمتع باستقلال ذاتي مؤقت دون اعتراف دولي من 28 فبراير لغاية 17 مايو وحكم ذاتي (غير مطبّق) تحت السيادة الألبانية من 17 مايو لغاية 27 أكتوبر وكانت عاصمته مدينة أرغيروكاسترون (حاليا مدينة غيروكاستار الألبانية) وذلك في منطقة إبيروس الجغرافية الواقعة في شبه الجزيرة البلقانية والمعروفة أيضاً باسم إبيروس الشمالية.

## نبذة تاريخية
أسست الجمهورية بتاريخ 28 فبراير 1914، إثر الحروب البلقانية، من قبل اليونانيين الذين يعيشون في جنوب ألبانيا في منطقة إبيروس الشمالية. وهذه المنطقة، معروفة لليونانيين باسم إبيروس الشمالية يسكنها الكثير من اليونانيين، تم احتلال المنطقة من قبل الجيش اليوناني أثناء حرب البلقان الأولى (1912-1913).
وقد تم بحسب «بروتوكول فلورينس» من اتفاقية لندن 1913 ضم المنطقة للدولة الألبانية المؤسسة حديثا. إلا أن هذا القرار تم رفضه من قبل اليونانيين المحليين  وفور خروج الجيش اليوناني من المنطقة قام السكان المحليون اليونانيون بتشكيل حكومة حكم ذاتي مستقل فيها وذلك بتأييد ضمني من الحكومة اليونانية.
في شهر مايو تم تأكيد الحكم الذاتي للمنطقة من قبل القوى العظمى وذلك بحسب بروتوكول كورفو، حيث تضمنت الاتفاقية الاعتراف بأن المنطقة سيكون لها حكمها المستقل، وبأنه سيتم الاعتراف بحقوق سكانها المحليين وبأنها ستكون تابعة اسمياً للسيادة الألبانية. ولكن الاتفاقية لم يتم تطبيقها بسبب انهيار الحكومة الألبانية في شهر أغسطس مما شجع الجيش اليوناني لدخول واحتلال المنطقة من جديد أثناء بداية الحرب العالمية الأولى (أكتوبر 1914) وكانت فكرة الحكومة اليونانية آنذاك هي ضم المنطقة تحت السيادة اليونانية ولكن انسحاب جيوش الدعم الإيطالية وانهزام الجيش اليوناني في حملته على آسيا الصغرى أدى إلى تخلي الحكومة اليونانية عن المنطقة لتعود بعدئذ إلى السيادة الألبانية في عام 1921 م